# Ca' Rezzonico
O Ca' Rezzonico é um dos mais famosos palácios de Veneza, com a fachada principal voltada para o Grande Canal. Fica situado no sestiere de Dorsoduro. Actualmente acolhe o Museo del Settecento Veneziano, um museu público dedicado ao século XVIII veneziano.

## História

### Origens - a família Bon
O Ca' Rezzonico ergue-se na margem direita do Grande Canal, no ponto onde se lhe junta o Rio di San Barnaba. O local foi previamente ocupado por duas casas pertencentes à família Bon, uma das famílias patrícias de Veneza. Em 1649, o chefe da família, Filippo Bon, decidiu construir um grande palácio naquele sítio. Com esse propósito, empregou Baldassarre Longhena, o maior defensor do barroco veneziano, um estilo que substituia lentamente o mais floral estilo gótico de tais palácios, como os vizinhos Ca' Foscari e Ca' d'Oro, construídos mais de 100 anos antes. No entanto, nem o arquitecto nem o cliente veriam a conclusão do Palazzo Bon: Longhena faleceu em 1682 e Filippo Bon sofreu um colapso financeiro. Permaneceu apenas fachada nobre voltada ao Canal Grande e um primeiro andar coberto por traves em madeira.

### A família Rezzonico
O inacabado palácio foi comprado à empobrecida família Bon, em 1751, por Giambattista Rezzonico, proveniente duma família lombarda, os Della Torre-Rezzonico. A sua família, tal como os seus amigos do Palazzo Labia, havia comprado o ser nobre estatuto veneziano, em 1687, depois duma guerra com os turcos, quando os cofres do Estado Veneziano se encontravam vazios. Daí que fosse permitido aos meramente ricos, em oposição à opulenta aristocracia, fazer grandes doações à Sereníssima República, comprando, deste modo, patentes de nobreza e tendo os seus nomes inscritos no Libro d'Oro (o "Livro de Ouro"). 
Uma pintura de Canaletto, de inícios do século XVIII mostra apenas o piso térreo e o primeiro andar nobre concluídos, com um telhado provisório protegendo a estrutura dos elementos. Giambattista confiou a conclusão da obra a Giorgio Massari, o que sucedeu em 1756. Foi ele quem embelezou as traseiras do palácio e construiu a magnífica escadaria de honra e o imponente salão de baile, eliminando o sótão. As pinturas ficaram a cargo de Giambattista Crosato, Pietro Visconti, Giambattista Tiepolo, o jovem Jacopo Guarana e Gaspare Diziani.
A conclusão do palácio simboliza a concretização da ascensão social dos Rezzonico. O pináculo do poder dos Rezzonico e a grandeza do palácio chegaram ao mesmo tempo, em 1758, dois anos após a sua conclusão. Nesse ano, Carlo Rezzonico, irmão de Giambattista, foi eleito Papa com o nome de Clemente XIII e Ludovico Rezzonico casou-se, em Veneza, com Faustina Savorgnan. Desta forma, duas das mais influentes famílias da cidade ficaram unidas pelos laços do matrimónio. No entanto, essa união, ao contrário do que era habitual na época, também era um casamento por amor, o que seria celebrado nos afrescos do palácio. O feliz casal desfrutou duma vida alegre e despreocupada no seu belo palácio, na cúpula da sociedade veneziana. Mais tarde, Ludovico tornou-se procurador da Basílica de São Marcos. Em 1810, a família havia-se extinto, deixando apenas o seu estupendo palácio para preservar o nome Rezzonico.

### Do Século XIX a 1935
Nos primeiros anos do século XIX, o palácio esteve para se tornar num colégio Jesuita, embora, através de complicadas heranças, acabou por chegar às mãos da família Pindemonte-Giovanelli. Em 1832, a família vendeu todas as mobílias e colecções do palácio. Apenas os afrescos permaneceram in situ. Em 1837, o Ca' Rezzonico foi adquirido pelo Conde Ladislao Zelinsky, que por sua vez cedeu o palácio a uma sucessão de aristocráticos inquilinos. Na década de 1880, tornou-se lar do pintor Robert Barrett Browning, cujo pai, o poeta Robert Browning, faleceu no seu apartamento, situado no mezzanino, em 1889. Nessa época, John Singer Sargent, o pintor de retratos norte-americano, também tinha um estúdio no palácio.
Em 1906, Browning, ignorando uma oferta do Imperador Guilherme II da Alemanha, vendeu o palácio ao Conde Lionello von Hierschel de Minerbi. O extravagante e amante da arte de Minerbi (que remobilou o palácio com objectos de arte, por vezes de gosto questionável) viveu luxuosamente no Ca' Rezzonico até 1935 quando, tal como aconteceu com a família Bon, sua predecessora, o dinheiro lhe faltou.

### De 1935 à actualidade

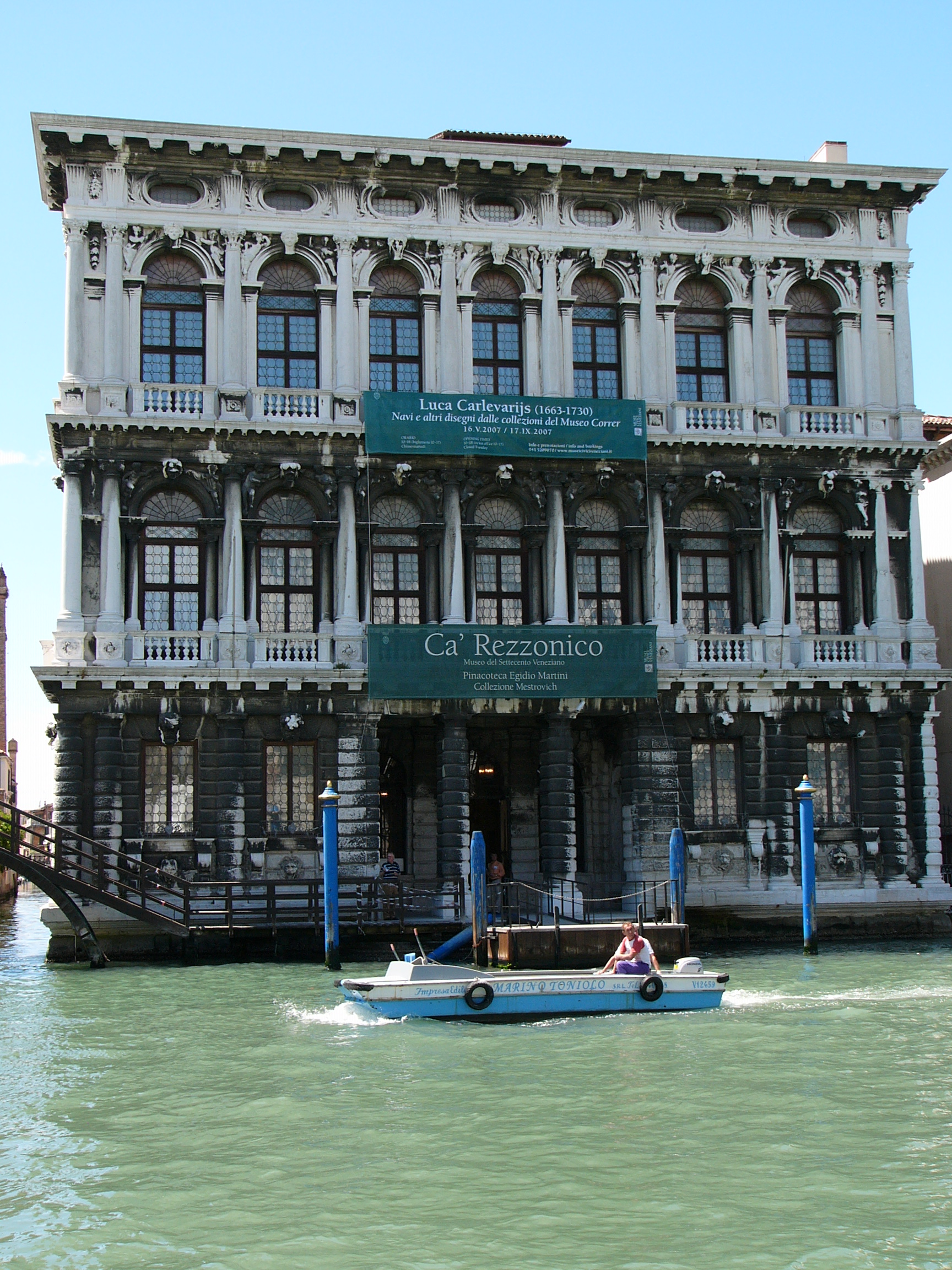
Fachada do Ca' Rezzonico, agora Museo del Settecento Veneziano.

Em 1935, depois de longas negociações, o Ca' Rezzonico foi adquirido pelo Conselho da Cidade de Veneza para expôr as vastas colecções de arte veneziana do século XVIII, cuja falta de espaço impedia a sua exposição no Correr Museum. Deste modo, o palácio está actualmente mais sumptuosamente mobiliado do que nunca. Foram acrescentadas outras pinturas de Tiepolo, incluindo um tecto afrescado inteiro representando a "Alegoria do Mérito", o qual foi resgatado do Palazzo Barbarigo, agora na sala do trono. 
A Sala do Trono foi originalmente descrita como uma câmara de núpcias da família Rezzonico; actualmente, talvez seja a mais notável de todas as câmaras reconstruídas, consistindo sobretudo de artigos pertencentes à família patrícia veneziana dos Barbarigo. Um dos mais notáveis elementos na sala, depois do tecto, é uma moldura de quadro. Esta moldura, adornada a ouro, celebra, com putti, troféus e outras alegorias, as glórias da ilustre família Barbarigo. Foi originalmente oferecida a Pietro Barbarigo, cujo retrato rodeia. A sala recebe o nome em referência à cadeira dourada, ou trono, criada pelo escultor rococó Antonio Corradini. Duas cadeiras muito semelhantes foram incluídas na venda realizada na década de 1970 em Mentmore Towers. Em vez de servirem como tronos para monarcas, eram frequentemente usadas pelos padres de alto estatuto nas muitas igrejas da cidade durante as intermináveis missas.
Além da sala do trono, um salão em estilo chinês vindo do palácio da família Calbo-Crotta e muitas outras salas inteiras têm sido salvas dos decadentes palácios venezianos.
No palácio, podem ser encontradas numerosas pinturas de artistas como Canaletto, Francesco Guardi, Pietro Longhi, Tintoretto e Giandomenico Tiepolo. Além de colecções de mobiliário antigo, também existe uma refinada colecção de vidro veneziano, mostrando que a habilidade dos mestres vidreiros de Murano no século XVIII era, provavelmente, superior à que se vê na ilha actualmente. 
O Ca' Rezzonico abriu ao público como museu em 1936. Hoje é um dos melhores museus de Veneza; isso deve-se em grande parte ao seu carácter único, onde objectos desenhados para grandes palácios estão dispostos num palácio, conseguindo-se, desta forma, uma harmonia entre os conteúdos e o local que os acolhe duma forma impossível num museu construido de propósito para esse fim.

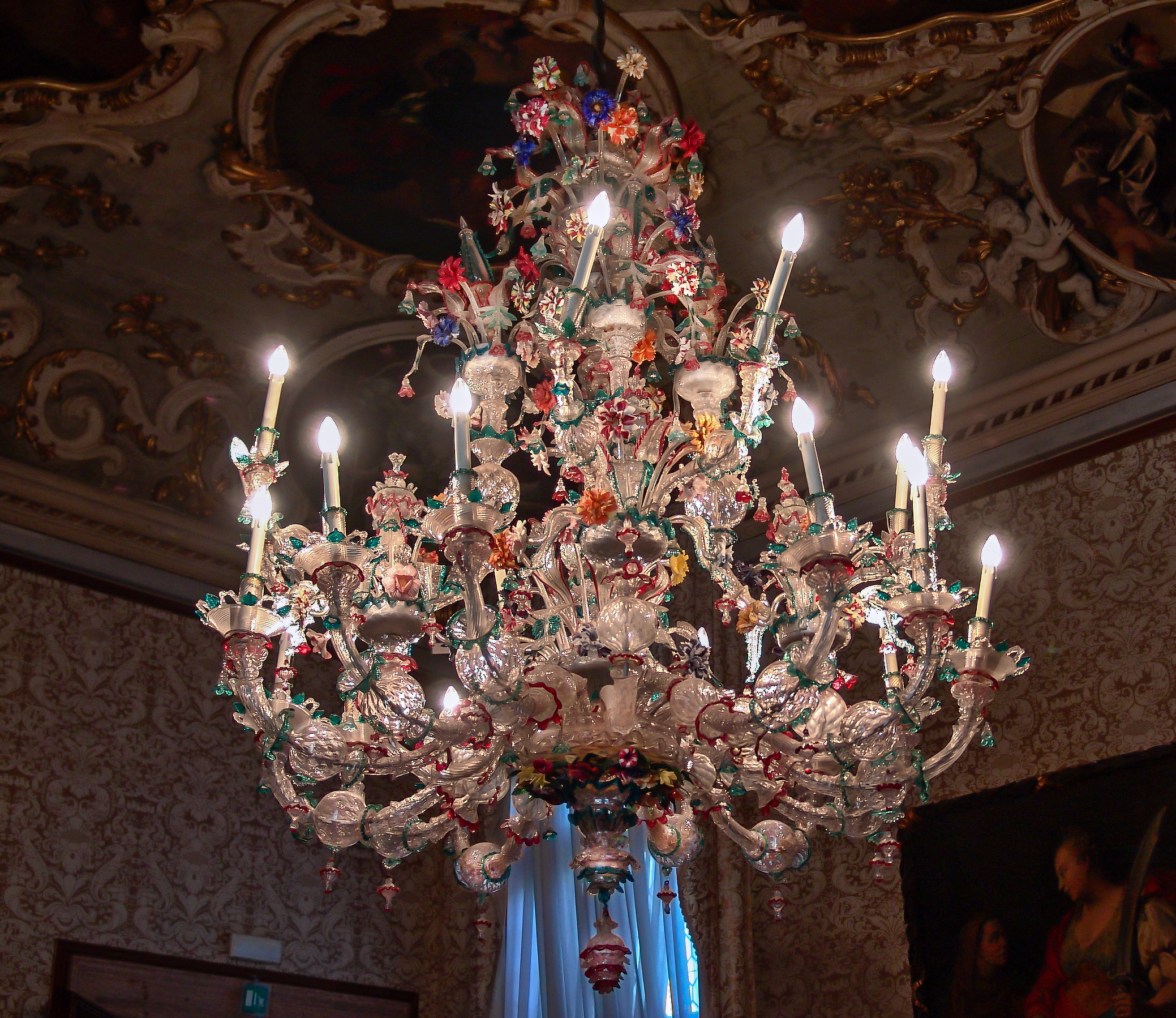
Candelabro no vidro de Murano.
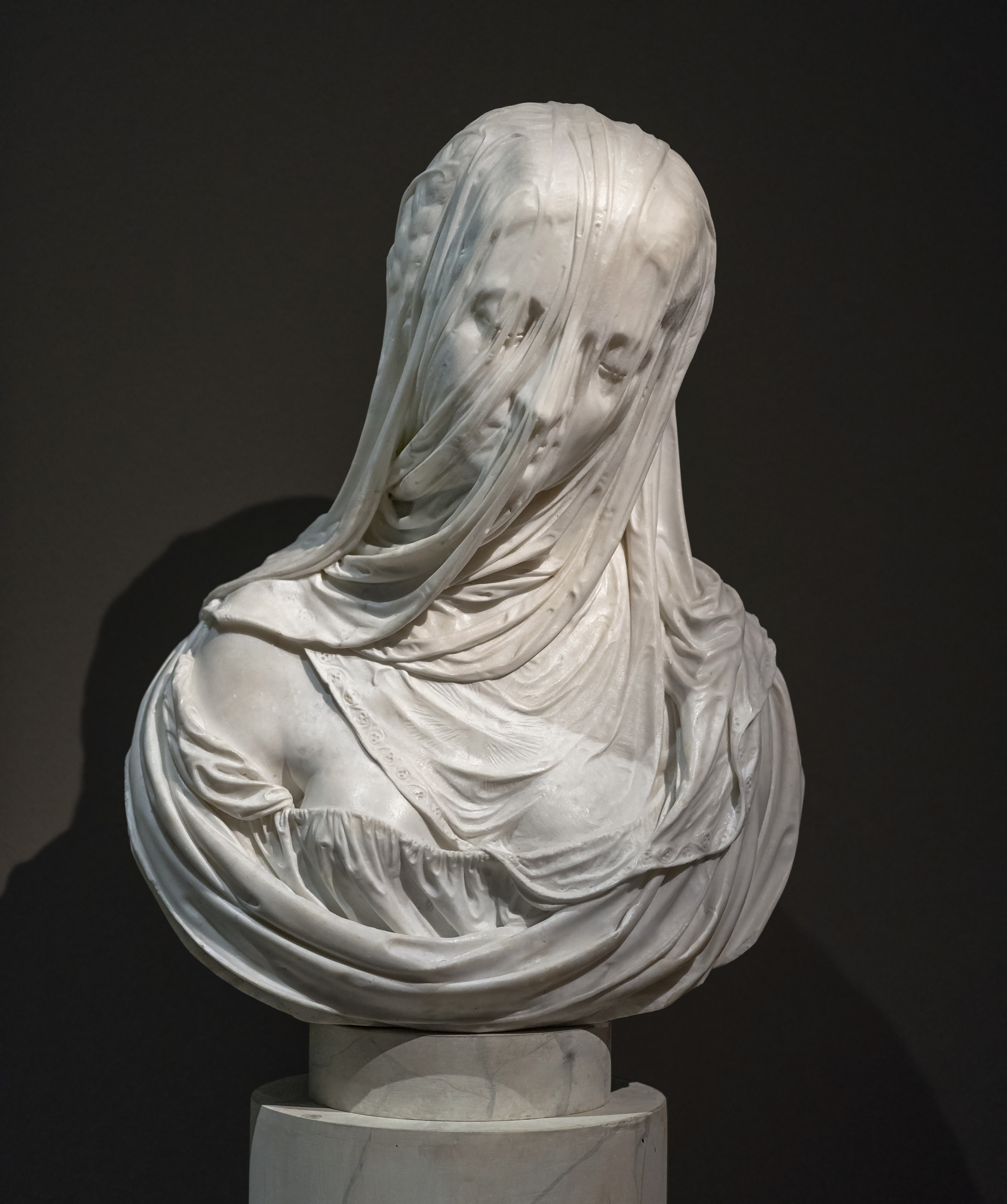
Velada Senhora de Antonio Corradini

## Arquitectura

### Funções do palácio veneziano
O palácio veneziano, dum modo geral, conserva sempre os traços da sua origem, isto é, a casa-armazém (casa-fondaco). É, portanto, a residência do patrício, mas também a empresa do mercador. Costumam ter duas entradas: uma pela água, onde entram as mercadorias vindas da costa, a outra por terra, que pode dar acesso a um pátio com poço para o aprovisionamento hídrico e que permite o acesso a uma escada exterior. Deste modo, as mercadorias chegavam por água e eram levadas para o salão principal, onde eram mostradas aos clientes. Mais recentemente, o salão principal era utilizado somente para festas e recepções. No piso térreo, lateralmente ao átrio de entrada, encontrava-se o mesà ou piano ammezzato (mezzanino); as alas eram divididas ao meio em altura e utilizadas como escritórios administrativos do mercador. As salas laterais ao salão principal eram utilizadas como habitação própria do "patrão da casa". Por fim, o sótão era habitado originalmente pelos servidores e pelos empregados da empresa mercantil. Embora nos últimos quatro séculos da Sereníssima se tenha perdido a vocação original daquela sociedade de mercadores empreendedores, continuou-se a construir respeitando aquele estilo tornado, agora, típico da cidade lagunar.

### A fachada
O palácio, actualmente, segue a forma preonizada por Longhena, apesar de só ter sido concluído em 1756 pelo arquitecto Giorgio Massari, o qual foi convidado pelos novos donos - a família Rezzonico - para supervisionar a conclusão do projecto. Massari, no entanto, parece ter aderido aos planos originais de Longhena, com a adição de alguns conceitos seus, reflectindo, deste modo, a mudança na arquitectura entre a concepção do palácio e a sua conclusão, cem anos depois.
A fachada principal do palácio, com três andares em mármore, prefila-se no Canal Grande, posição que reflecte o prestígio da família proprietária. É subdividida en três ordens horizontais: em baixo encontramos o piso ao nível do canal, caracterizado pelo forte rusticado que parece suster o resto do edifício, conferindo-lhe um cunho de movimento, dado que é interrompido por janelas de dimensões reduzidas parecidas com as superiores. Contém um pórtico central recolhido de três secções sem frontão, simetricamente flanqueado por janelas em duas secções. O rusticado cria, desde a base do edifício, um contraste de claro-escuro de evidente timbre barroco. O primeiro andar nobre (piano nobile), com as suas sete secções de janelas arcadas, separadas por pilastras, parece, de facto, mais rico (sobretudo hoje que o rusticado do piso térreo perdeu grande parte do estuque branco). Aqui, o efeito de claro-escuro é dado pelo ressalto das colunas redondas geminadas nos extremos (elaboradas por Longhena com provável sugestão de Sansovino) e pelas balaustradas nas janelas que, sendo encaixadas entre as colunas e com encaixes de madeira escura, aparecem quase na sombra. Iguais considerações podem ser feitas em relação ao "segundo andar nobre" que, apesar de ter sido feito por Massari, segue o plano original de Longhena. Sobre este piso suegre o mezzanino com baixas janelas ovais. O espaço entre a margem superior e a cobertura devia ser ocupado pelo sótão, posteriormente eliminado por Massari devido ao tecto do imponente salão de baile. Esta margem é finamente decorada com reentrâncias de forma elíptica que terminam o efeito claro-escuro na paret superior. Em toda a fachada, e por todos os andares, as decorações são abundantes: estátuas, hermas e relevos que se encontram em perfeita sintonia com as amplas aberturas e a disposição das colunas. A ligeira projecção dos dois níveis de balcões dos andares nobres acentuam a decoração barroca e o desenho do edifício.
Ideal para um confronto de fachadas é a Ca' Pesaro, outro palácio realizado por Longhena. Análogo é o uso do rusticado, embora o efeito do claro-escuro em toda a fachada e a presença de colunas geminadas seja aqui em número superior. Os andares nobres são subdivididos num igual número de janelas em ambos os palácios, assim como as partes rusticadas e as decorações do sótão, que na Ca' Pesaro sobressai em vez de reentrar. Também as decorações seguem o mesmo esquema nas suas posições, mas o piso térreo da Ca' Rezzonico é mais refinado. Também as linhas de luzes, que seguem as partes brancas em brilho, ou colunas e parapeitos, se traçadas para um dos dois palácios adaptam-se perfeitamente ao outro (duplica-se a linha nas colunas geminadas mais centradas presentes na Ca'Pesaro).
Massari inspirou-se em Longhena para os seus palácios posteriores. Observando o Palazzo Labia, notamos imediatamente a extraordinária semelhança dos dois rusticados na base, assim como as quase idênticas decorações que fecham o sótão.

### O interior
Em 1758, o recém-concluído palácio foi aumentado pela adição de salas de aparato no andar nobre, com vista para o Rio di San Barnaba. Os artistas seleccionados para esta tarefa foram Jacopo Guarana, Gaspare Diziani e, mais importante, Giambattista Tiepolo. Os afrescos então executados permanecem actualmente entre os melhor preservados em Veneza.
As principais salas do palácio estão organizadas no primeiro andar do edifício; em todos os pisos, a famosa fachada voltada para o canal possui apenas três salas de largura. Em cada lado do edifício, um conjunto de quatro salas de aparato fazem a ligação entre essa fachada e o mais imponente e grandioso salão da  Ca' Rezzonico, o magnífico salão de baile, situado nas traseiras do edifício. Criado por Massari, ocupa toda a largura do palácio e possui uma altura dupla. É amplamente iluminado pelas amplas janelas e pelos majestosos lampadários, também estes de inquestionável gosto barroco dada a sua complexidade e precisão de detalhe. As paredes foram decoradas em trompe l'oeil pelo lombardo Pietro Visconti. As imagens são duma natureza arquitectónica, a qual cria a sensação de que a grande sala é ainda maior, O tecto, que obrigou Massari a eliminar o sótão do segundo andar, foi pintado por Giovan Battista Crosato. Nele, está representado Apolo conduzindo a sua carruagem entre a Europa, a Ásia, a África e as Américas.
O Salão de Baile e as salas seguintes são alcançadas por uma vasta escadaria de honra. Este elemento, de grande efeito cénico, foi realizado por Massari para ligar os andares. Encontra-se finamente enriquecida com relevos, decorações geométricas nos muros e pavimentos e estátuas de Giusto Le Court nas balaustradas de mármore. Originalmente, estava coberta por um tapete decorado com motivos sobre vermelho e era iluminada de dia pelas janelas abertas no plano superior. Le Court, um importante escultor de Veneza em finais do século XVII, trabalhou de perto em muitos projectos com o arquitecto Longhena, o que sugere que a importância régia dada ao salão de baile e à escadaria era uma das intenções da patrícia família Bon e não dos arrivistas Rezzonico.
O andar nobre também contém salas como a capela e belíssimamente afrescada "Sala da Alegoria Nupcial", decorada para celebrar o casamento, em 1758, de Ludovico Rezzonico. Ludovico e a sua noiva estão representados trompe l'oeil, por Tiepolo, conduzidos ao longo do céu na carruagem de Apolo. Este tema romântico é continuado na sala contígua, celebrando, desta forma, o feliz casamento. Esta sala e o salão de baile do Palazzo Labia acolhem os maiores afrescos pintados "in situ" por Tiepolo na cidade de Veneza.
Numerosas salas estão hoje fechadas ou carentes de imagens por estarem a ser utilizadas pelo museu de arte do século XVIII. Entre os ambientes mais sugestivos, recordamos a sala da dama (sala della dama), ricamente decorada com motivos de cores vivas, como o verde e o rosa, sobre fundo branco e fornecida, obviamente, de numerosos espelhos. A sala dos pastéis (sala dei pastelli) tende mais ao vermelho e ao cor-de-laranja, sendo rica em móveis e quadros do barroco italiano (esta sala em particular hospeda obras primas pintadas ou construídas originalmente para a Ca' Rezzonico).

### Pátio interior e jardim
o Ca' Rezzonico é evidentemente um palácio de tipologia italiana, articulado em torno dum pátio central. O jardim nos seus limites adaptou-se à conformidade dos edifícios circundantes e, também por isso, estende-se por pouco. Depois da morte de Longhena, Massari realizou uma imponente entrada que se prolonga no jardim. Tal entrada não é centrada na fachada posterior do palácio, mas antes movido em direcção ao eixo central que corta o jardim de leste para oeste.
No centro do rectangular palácio fica um pequeno pátio decorado com esculturas e uma pequena fonte; o pátio é observado pela varanda colonada do andar nobre. No pavimento, apresenta um motivo decorativo que parte dum rectângulo e cria linhas curvas que se separam e reúnem, circundando uma elipse e outros dois rectângulos de arestas arredondadas. O piso térreo lembra uma mera expansão do abobadado portego, um vestíbulo que liga a entrada do lado do canal com a entrada terrestre nas traseiras.  
A decoração é muito semelhante à do pátio do Ca' Pesaro, que, porém, conta com a presença dum monumental poço. As paredes laterais deste último são mais decoradas com janelas, rusticações e aberturas elípticas. Pelo contrário, as paredes laterais do pátio do Ca' Rezzonico são despidas, somente interrompidas por cornijas em correspondência aos andares. Isto dá destaque às janelas que se abrem sobre o pátio em sucessões verticais e com armações decoradas, as quais, observadas do centro do pátio, adelgaçam a estrutura para o alto.